# Sommer-Paralympics 2008/7er-Fußball
Bei den Sommer-Paralympics 2008 in Peking wurde in einem Wettbewerb im 7er-Fußball eine Goldmedaille vergeben. Die Entscheidungen fielen zwischen dem 8. und dem 16. September 2008. Der Spielort war das Olympic Green Hockey Field, auf der auch die olympischen Hockeyturniere stattfanden.

## Qualifikation

### Qualifizierte Mannschaften
Insgesamt hatten sich acht Mannschaften bei den Männern für die Paralympics qualifiziert:
| Turnier                                                                                        | Datum                           | Austragungsort            | Anzahl | Teilnehmer                                         |
| ---------------------------------------------------------------------------------------------- | ------------------------------- | ------------------------- | ------ | -------------------------------------------------- |
| Gastgeber                                                                                      | Gastgeber                       | Gastgeber                 | 1      | Volksrepublik China                                |
| CPISRA 7er-Fußball-Europameisterschaft 2006                                                    | 24. – 28. Juli 2006             | Dublin, Irland            | 1      | Ukraine                                            |
| FESPIC-Games 2006                                                                              | 25. November – 1. Dezember 2006 | Kuala Lumpur, Malaysia    | 1      | Iran                                               |
| Parapan-Amerikaspiele 2007                                                                     | 12. – 19. August 2007           | Rio de Janeiro, Brasilien | 1      | Brasilien                                          |
| CPISRA 7er-Fußball-Weltmeisterschaft 2007 (Top 4, die bis dato noch nicht qualifiziert waren.) | 3. – 18. November 2007          | Rio de Janeiro, Brasilien | 4      | Russland Niederlande Vereinigtes Königreich Irland |

Es wurde lediglich ein Wettbewerb bei den Männern ausgetragen.

## Regelwerk und Modus

### Regelwerk
7er-Fußball wird mit modifizierten FIFA Regeln gespielt. Die Unterschiede sind, dass man mit sieben Spielern am Feld steht, es gibt kein Abseits, das Spielfeld ist kleiner und man darf mit einer Hand eingewerfen. Das Spiel dauert zwei mal 30 Minuten mit einer 15-minütigen Pause.

### Spielmodus
Die Mannschaften starteten zunächst mit einer Gruppenphase mit zwei Gruppen, in der jeder gegen jeden spielte. Anschließend kamen die Gewinner und die Zweiten jeder Gruppe weiter und spielten im K.-o.-System gegeneinander.
Die übrigen Mannschaften spielten um die Plätze 5 bis 8.

### Klassifizierung
In jedem Spiel treten zwei Mannschaften mit je 6 Feldspielern, einem Torwart und drei Auswechselspieler an. Alle Spieler gehören zu den Behindertenklassen C5 bis C8, die durch Gehschwierigkeiten und Lähmungen charakterisiert sind. Wenn nicht mindestens ein Spieler der Klasse C5 oder C6 auf dem Feld steht, muss die Mannschaft mit 6 Spielern spielen. Außerdem dürfen nicht mehr als drei C8 Spieler pro Mannschaft sich gleichzeitig auf dem Feld befinden. Ein Spiel besteht aus zwei Halbzeiten zu je 30 Minuten. Kommt es nach 60 Minuten zu einem Gleichstand, obwohl ein Sieger zwingend ermittelt werden muss, folgen zwei Verlängerungen zu je 10 Minuten. Steht es nach der Verlängerung immer noch unentschieden, folgt ein Strafstoßschießen.

## Vorrunde

### Gruppe A
| Pl. | Land                | Sp. | S | U | N | Tore    | Diff. | Punkte |
| --- | ------------------- | --- | - | - | - | ------- | ----- | ------ |
| 1. | Russland            | 3   | 3 | 0 | 0 | 021:100 | +20   | 09     |
| 2. | Brasilien           | 3   | 2 | 0 | 1 | 009:300 | +6    | 06     |
| 3. | Niederlande         | 3   | 1 | 0 | 2 | 009:140 | −5    | 03     |
| 4. | Volksrepublik China | 3   | 0 | 0 | 3 | 001:220 | −21   | 0      |
| Stand: 12. September 2008 Abkürzungen: Pl. = Platz, Sp = Spiele, S = Siege, U = Unentschieden, N = Niederlagen Erläuterungen: Spiele um den 1. bis 4. Platz, Spiele um den 5. bis 8. Platz |                     |     |   |   |   |         |       |        |

| |   |             |            |
| Mo., 8. September 2008 um 9:00 Uhr (15:00 Uhr MESZ) |   |             |            |
| Russland | – | China       | 6:0 (3:0)  |
| Tore: 1:0 Andrei Kuwajew (6.), 2:0 Ivan Potekhin (7.), 3:0 Pavel Borisov (13.), 4:0 Ivan Potekhin (46.), 5:0 Mamuka Dzimistarishvili (60.), 6:0 Stanislav Kolykhalov (60.+2') |   |             |            |
| Mo., 8. September 2008 um 11:15 Uhr (17:15 Uhr MESZ) |   |             |            |
| Brasilien | – | Niederlande | 1:0 (1:0)  |
| Tor: 1:0 Marcos Silva (25.) |   |             |            |
| Mi., 10. September 2008 um 13:30 Uhr (19:30 Uhr MESZ) |   |             |            |
| Russland | – | Niederlande | 12:1 (5:1) |
| Tore: 1:0 Mamuka Dzimistarishvili (7.), 2:0 Pavel Borisov (12.), 3:0 Andrei Kuwajew (15.), 4:0 Pavel Borisov (20.), 5:0 Mamuka Dzimistarishvili (24.), 5:1 Martijn van de VEN (27.), 6:1 Andrei Kuwajew (32.), 7:1 Alexei Tschesmin (38.), 8:1 Ivan Potekhin (42.), 9:1 Andrei Kuwajew (44.), 10:1 Pavel Borisov (51.), 11:1 Georgy Nadzharyan (56.), 12:1 Pavel Borisov (57.) |   |             |            |
| Mi., 10. September 2008 um 15:45 Uhr (21:30 Uhr MESZ) |   |             |            |
| Brasilien | – | China       | 8:0 (2:0)  |
| Tore: 1:0 Jose Guimaraes (5.), 2:0 Fabiano Bruzzi (29.), 3:0 Marcos Silva (35.), 4:0 Wanderson Oliveira (45., Strafstoß), 5:0 Marcos Silva (49.), 6:0 Irineu Ferreira (53.), 7:0 Irineu Ferreira (59.), 8:0 Fabiano Bruzzi (60+2.) |   |             |            |
| Fr., 12. September 2008 um 9:00 Uhr (15:00 Uhr MESZ) |   |             |            |
| Russland | – | Brasilien   | 3:0 (2:0)  |
| Tore: 1:0 Andrei Kuwajew (12.), 2:0 Andrei Kuwajew (29.), 3:0 Mamuka Dzimistarishvili (52.) |   |             |            |
| Fr., 12. September 2008 um 11:15 Uhr (17:15 Uhr MESZ) |   |             |            |
| Niederlande | – | China       | 8:1 (5:1)  |
| Tore: 1:0 Hendrikus van Kempen (1.), 2:0 Martijn van de Ven (9.), 3:0 Hendrikus van Kempen (20.), 4:0 Thieu van Son (22.), 4:1 Liu Bo (27.), 5:1 Hendrikus van Kempen (28.), 6:1 Johannes Swinkels (33.), 7:1 Hendrikus van Kempen (37.), 8:1 Johannes Swinkels (53.) |   |             |            |

### Gruppe B
| Pl. | Land                   | Sp. | S | U | N | Tore    | Diff. | Punkte |
| --- | ---------------------- | --- | - | - | - | ------- | ----- | ------ |
| 1. | Ukraine                | 3   | 3 | 0 | 0 | 019:100 | +18   | 09     |
| 2. | Iran                   | 3   | 2 | 0 | 1 | 007:600 | +1    | 06     |
| 3. | Irland                 | 3   | 0 | 1 | 2 | 003:120 | −9    | 01     |
| 4. | Vereinigtes Königreich | 3   | 0 | 1 | 2 | 002:120 | −10   | 01     |
| Stand: 12. September 2008 Abkürzungen: Pl. = Platz, Sp = Spiele, S = Siege, U = Unentschieden, N = Niederlagen Erläuterungen: Spiele um den 1. bis 4. Platz, Spiele um den 5. bis 8. Platz |                        |     |   |   |   |         |       |        |

| |   |                |           |
| Mo., 8. September 2008 um 13:30 Uhr (19:30 Uhr MESZ) |   |                |           |
| Iran | – | Irland         | 4:2 (2:1) |
| Tore: 1:0 Abdolreza Karimzadeh (19.), 2:0 Rasoul Atashafrouz (26.), 2:1 Finbarr O’Riordan (31., Nachspielzeit), 3:1 Abdolreza Karimzadeh (40.), 4:1 Abdolreza Karimzadeh (50.), 4:2 Joseph James Markey (59.)                                    |   |                |           |
| Mo., 8. September 2008 um 15:45 Uhr (21:45 Uhr MESZ) |   |                |           |
| Ukraine | – | Großbritannien | 8:1 (4:1) |
| Tore: 1:0 Ivan Shkvarlo (18.), 1:1 Matthew Dimbylow (24.), 2:1 Ivan Shkvarlo (24.), 3:1 Denys Ponomaryov (25.), 4:1 Taras Dutko (29.), 5:1 Taras Dutko (32.), 6:1 Anatolii Shevchyk (51.), 7:1 Ivan Shkvarlo (53.), 8:1 Wolodymyr Antonjuk (55.) |   |                |           |
| Mi., 10. September 2008 um 9:00 Uhr (15:00 Uhr MESZ) |   |                |           |
| Iran | – | Großbritannien | 3:0 (2:0) |
| Tore: 1:0 Moslem Akbari (3.), 2:0 Abdolreza Karimzadeh (28.), 3:0 Abdolreza Karimzadeh (39.) |   |                |           |
| Mo., 10. September 2008 um 11:15 Uhr (17:15 Uhr MESZ) |   |                |           |
| Ukraine | – | Irland         | 7:0 (4:0) |
| Tore: 1:0 Ivan Shkvarlo (4.), 2:0 Ivan Shkvarlo (6.), 3:0 Denys Ponomaryov (18.), 4:0 Denys Ponomaryov (26.), 5:0 Ivan Shkvarlo (37.), 6:0 Taras Dutko (40.), 7:0 Oleksandr Devlysh (49.)                                                        |   |                |           |
| Fr., 12. September 2008 um 13:30 Uhr (19:30 Uhr MESZ) |   |                |           |
| Iran | – | Ukraine        | 0:4 (0:2) |
| Tore: 0:1 Anatolii Shevchyk (15.), 0:2 Taras Dutko (32./Nachspielzeit), 0:3 Wolodymyr Antonjuk (33.), 0:4 Anatolii Shevchyk (51.) |   |                |           |
| Fr., 12. September 2008 um 15:45 Uhr (21:45 Uhr MESZ) |   |                |           |
| Großbritannien | – | Irland         | 1:1 (0:0) |
| Tore: 0:1 Joseph James Markey (42.), 1:1 Michael Barker (46.) |   |                |           |

## Finalrunde

### Spiele um den 5. bis 8. Platz – Überblick
|  | Klassifizierungsrunde  | Klassifizierungsrunde |                        |    | Spiel um Platz fünf | Spiel um Platz fünf |
|  |                        |                       |                        |    |                     |                     |
|  | Niederlande            | 4                     |                        |    |                     |                     |
|  | Vereinigtes Königreich | 2                     |                        |    |                     |                     |
|  | 14. September 2008     |                       |                        |    |                     |                     |
|  |                        |                       | 16. September 2008     |    |                     |                     |
|  | Niederlande            | 4                     |                        |    |                     |                     |
|  |                        | Irland                | 2                      |    |                     |                     |
|  |                        |                       |                        |    |                     |                     |
|  | Spiel um Platz sieben  |                       |                        |    |                     |                     |
|  | 14. September 2008     | 14. September 2008    | Vereinigtes Königreich | 10 |                     |                     |
|  | Volksrepublik China    | 1                     | Volksrepublik China    | 2  |                     |                     |
|  | Irland                 | 4                     |                        |    | 16. September 2008  | 16. September 2008  |

### Halbfinale
| |   |                |           |
| So., 14. September 2008 um 9:00 Uhr (15:00 Uhr MESZ) |   |                |           |
| Niederlande | – | Großbritannien | 4:2 (1:1) |
| Tore: 0:1 Matthew Dimbylow (18.), 1:1 Johannes Straatman (30.), 2:1 Stephan Lokhoff (33.), 2:2 Matthew Ellis (34.), 3:2 Joey Mense (40.), 4:2 Johannes Straatman (54.) |   |                |           |
| So., 14. September 2008 um 11:30 Uhr (17:30 Uhr MESZ) |   |                |           |
| China | – | Irland         | 1:4 (0:2) |
| Tore: 0:1 Gary Messett (10.), 0:2 Alan O’Hara (12.), 0:3 Alan O’Hara (32.), 0:4 Gary Messett (34.), 1:4 Lang Yunlong (48.)                                             |   |                |           |

### Spiel um Platz 7
| |   |       |            |
| Di., 16. September 2008 um 9:00 Uhr (15:00 Uhr MESZ) |   |       |            |
| Großbritannien | – | China | 10:2 (5:0) |
| Tore: 1:0 Matthew Dimbylow (1.), 2:0 Michael Barker (18.), 3:0 Mark Robertson (20.), 4:0 Roy Gordon (28.), 5:0 Graeme Paterson (30.+1', Nachspielzeit), 6:0 Matthew Ellis (39.), 6:1 Fan Zhichao (40), 7:1 Michael Barker (41.), 8:1 Jonathan Paterson (48.), 9:1 Michael Barker (54.), 9:2 Fan Zhichao (60.), 10:2 Michael Barker (60+1.) |   |       |            |

### Spiel um Platz 5
| |   |        |           |
| Di., 16. September 2008 um 11:30 Uhr (17:30 Uhr MESZ) |   |        |           |
| Niederlande | – | Irland | 4:2 (3:2) |
| Tore: 1:0 Johannes Voogd (5.), 1:1 Finbarr O’Riordan (7.), 1:2 Gary Messett (11.), 2:2 Martijn van de Ven (24.), 3:2 Stephan Lokhoff (31./Nachspielzeit), 4:2 Stephan Lokhoff (38.) |   |        |           |

### Spiele um den 1. bis 4. Platz – Überblick
|  | Halbfinale          | Halbfinale         |                    |   | Finale             | Finale             |
|  |                     |                    |                    |   |                    |                    |
|  | Brasilien           | 0                  |                    |   |                    |                    |
|  | Ukraine             | 6                  |                    |   |                    |                    |
|  | 14. September 2008  |                    |                    |   |                    |                    |
|  |                     |                    | 16. September 2008 |   |                    |                    |
|  | Ukraine             | 2                  |                    |   |                    |                    |
|  |                     | Russland           | 1                  |   |                    |                    |
|  |                     |                    |                    |   |                    |                    |
|  | Spiel um Platz drei |                    |                    |   |                    |                    |
|  | 14. September 2008  | 14. September 2008 | Brasilien          | 0 |                    |                    |
|  | Russland            | 5                  | Iran               | 4 |                    |                    |
|  | Iran                | 0                  |                    |   | 16. September 2008 | 16. September 2008 |

### Halbfinale
| |   |         |           |
| So., 14. September 2008 um 14:00 Uhr (20:00 Uhr MESZ) |   |         |           |
| Brasilien | – | Ukraine | 0:6 (0:2) |
| Tore: 0:1 Ivan Shkvarlo (16.), 0:2 Wolodymyr Antonjuk (20.), 0:3 Taras Dutko (41.), 0:4 Wolodymyr Antonjuk (46.), 0:5 Anatolii Shevchyk (47.), 0:6 Denys Ponomaryov (54.) |   |         |           |
| So., 14. September 2008 um 16:30 Uhr (22:30 Uhr MESZ) |   |         |           |
| Russland | – | Iran    | 5:0 (1:0) |
| Tore: 1:0 Andrei Kuwajew (8.), 2:0 Ivan Potekhin (39.), 3:0 Aleksey Tumakov (51.), 4:0 Alexander Lekov (62./Strafstoß), 5:0 Pavel Borisov (63.)                           |   |         |           |

### Spiel um Platz 3
| |   |      |           |
| Di., 16. September 2008 um 14:00 Uhr (20:00 Uhr MESZ)                                                                          |   |      |           |
| Brasilien | – | Iran | 0:4 (0:3) |
| Tore: 0:1 Abdolreza Karimzadeh (5.), 0:2 Abdolreza Karimzadeh (17.), 0:3 Abdolreza Karimzadeh (21.), 0:4 Moslem Akbari (60+4.) |   |      |           |

### Finale
|                                                                                              |   |          |                      |
| Di., 16. September 2008 um 16:30 Uhr (22:30 Uhr MESZ)                                        |   |          |                      |
| Ukraine                                                                                      | – | Russland | 2:1 n. V. (0:0, 0:0) |
| Tore: 1:0 Wolodymyr Antonjuk (69.), 2:0 Wolodymyr Antonjuk (71.), 2:1 Lasha Murvanadze (74.) |   |          |                      |

## Medaillengewinner
| Gold Ukraine    | Wolodymyr Antonjuk (Kapitän), Kostyantyn Symashko, Vitaliy Trushev, Serhiy Vakulenko, Taras Dutko, Anatolii Shevchyk, Oleksandr Devlysh, Ivan Shkvarlo, Andrij Zukanow, Denys Ponomaryov, Mykola Mikhovych, Ihor Kosenko          |
| Silber Russland | Ivan Potekhin (Kapitän), Alexander Lekov, Lasha Murvanadze, Pavel Borisov, Aleksey Tumakov, Alexei Tschesmin, Andrei Kuwajew, Oleg Smirnow, Andrey Lozhechnikov, Georgy Nadzharyan, Mamuka Dzimistarishvili, Stanislav Kolykhalov |
| Bronze Iran     | Ardeshir Mahini (Kapitän), Esmaeil Malekzadeh, Bahman Ansari, Morteza Heidari, Ehsan Gholam-Hosseinpour, Moslem Akbari, Abdolreza Karimzadeh, Habibollah Heidari-Mehr, Gholamreza Najafi, Hadi Safari, Rasoul Atashafrouz         |

## Abschlussplatzierung
| Platz | Land                   |
| ----- | ---------------------- |
| 01    | Ukraine                |
| 02    | Russland               |
| 03    | Iran                   |
| 04    | Brasilien              |
| 05    | Niederlande            |
| 06    | Irland                 |
| 07    | Vereinigtes Königreich |
| 08    | Volksrepublik China    |